# Szádvárborsa
Szádvárborsa vagy Borzova (1906-ig Borzova, szlovákul: Silická Brezová) község Szlovákiában, a Kassai kerület Rozsnyói járásában.

## Fekvése
Rozsnyótól 22 km-re délre, a magyar határ mellett található.

## Története
A falu határában talált régészeti leletek tanúsága szerint területén már az újkőkorban is éltek emberek. A bükki kultúra települését és a hallstatti kultúra hamvasztásos temetőjét tárták itt fel a régészek.
A mai települést 1399-ben „Borzua" néven említik először, első tulajdonosa a Szalonnai család volt. Később a Bebekek, majd a 17. századtól az Andrássyak birtokában állt. Utolsó birtokosai az Eszterházyak. 1427-ben 18 portája adózott.
A 18. század végén Vályi András így ír róla: „BORZOVA. Fel Borzova. Elegyes falu Torna Vármegyében, földes Ura Hertzeg Eszterházy Uraság, fekszik Jablontzának szomszédságában, mellynek filiája, a’ jeges barlangnak völgyében, napkeletról tserfás erdejének, ’s kősziklás hegyeinek alatta, mellyektöl keríttetik; sovány, és követses határja miatt, harmadik Osztálybéli."
1828-ban 75 házában 619 lakos élt, akik mezőgazdasággal, állattartással foglalkoztak.
A 19. század közepén Fényes Elek eképpen írja le: „Borzova, magyar falu, Abauj-Torna vmgyében, Pelsőczhöz keletre egy mfdnyire: 19 kath., 600 ref. lak. Határa hegyes, sovány és kövecses. Eredeje bikk és tölgyfákból áll. F. u. h. Eszterházy. Ut. p. Rosnyó."
Borovszky monográfiasorozatának Gömör-Kishont vármegyét tárgyaló része szerint: „Borzova, a gombaszögi fensíkon fekvő magyar kisközség, 87 házzal és 462, nagyobbára ev. ref. vallású lakossal. Krasznahorka vár tartozéka volt. A mult század elején Eszterházy Pál volt a földesura, most pedig gr. Andrássy Gézának van itt nagyobb birtoka. Az ú. n. ordonhegyi erdőmagaslaton több régi, mesterséges verem látható, melyeknek keletkezési ideje és rendeltetése ismeretlen. Állitólag itt hajdan ólombánya volt. A községben református templom van, mely 1798-ban épült. Ide tartozik Korotnok puszta. Postája Sziliczén van, távírója és vasúti állomása pedig Gombaszögön."
1920-ig Gömör-Kishont vármegye Rozsnyói járásához tartozott. 1938 és 1945 között ismét Magyarország része.
Határában márványt bányásznak.

## Népessége
| Év:            | 1994. | 2004.   | 2014.    | 2024.    |
| -------------- | ----- | ------- | -------- | -------- |
| Emberek száma: | 210   | 193     | 159      | 130      |
| Eltérés:       |       | -8,09 % | -17,61 % | -18,23 % |

| Év:            | 2023. | 2024. |
| -------------- | ----- | ----- |
| Emberek száma: | 130   | 130   |
| Eltérés:       |       | +0 %  |

1880-ban 484 lakosából 10 szlovák és 457 magyar anyanyelvű volt.
1890-ben 467 lakosából 2 szlovák és 465 magyar anyanyelvű volt.
1900-ban 462 lakosa mind magyar anyanyelvű volt.
1910-ben 423 lakosa mind magyar anyanyelvű volt.
1921-ben 426 lakosából 425 magyar volt.
1930-ban 420 lakosából 1 csehszlovák és 411 magyar volt.
1941-ben 414 lakosából 1 szlovák és 413 magyar volt.
1991-ben 230 lakosából 27 szlovák és 202 magyar volt.
2001-ben 192 lakosából 141 magyar és 43 szlovák.
2011-ben 171 lakosából 128 magyar és 41 szlovák.

## Nevezetességei
- Református temploma a 16. században épült, tornya a 19. század elején készült el. Berendezése 18. századi barokk.